# St. Ottilia (Ginolfs)

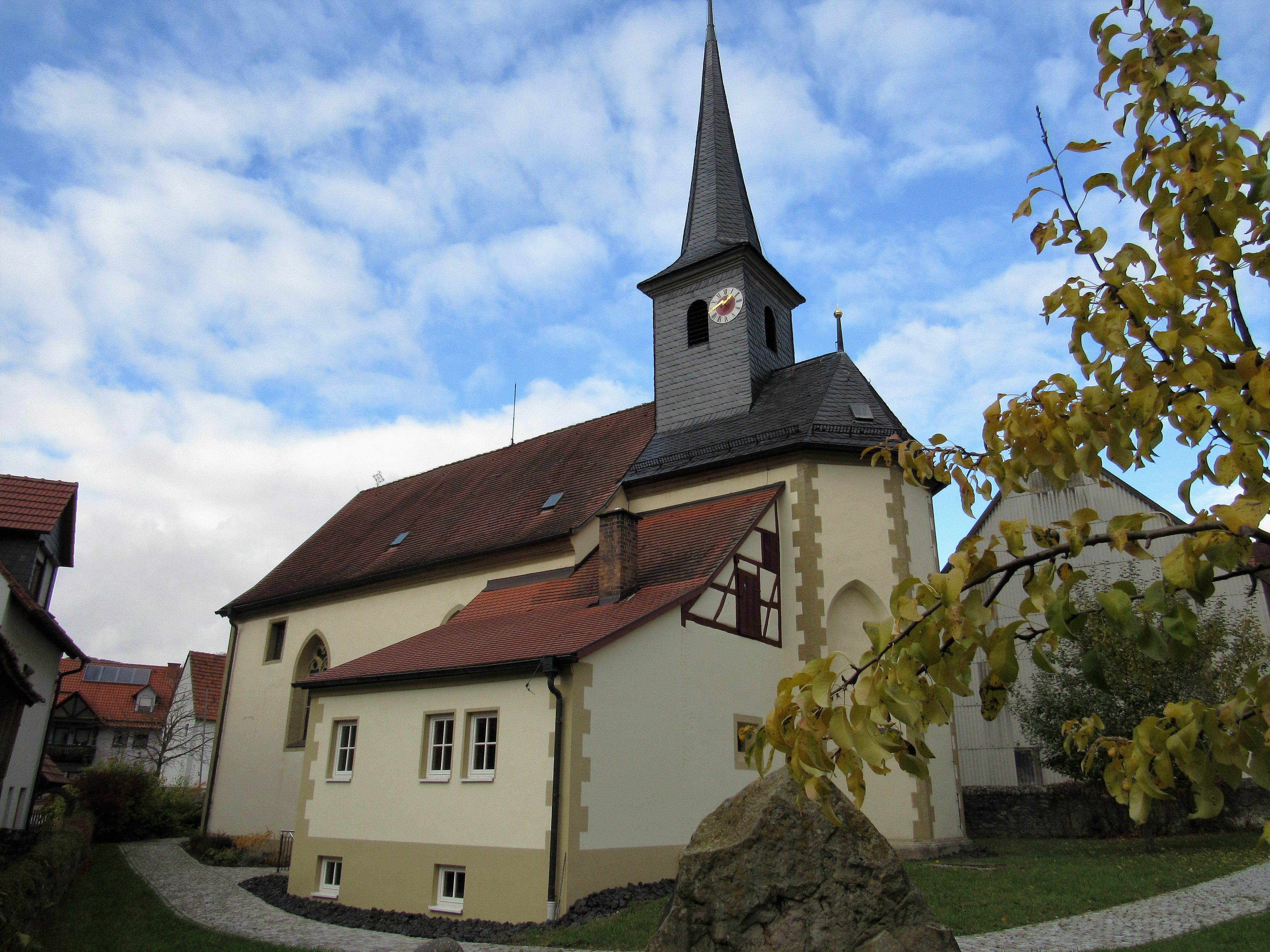
Die Kirche von Ginolfs

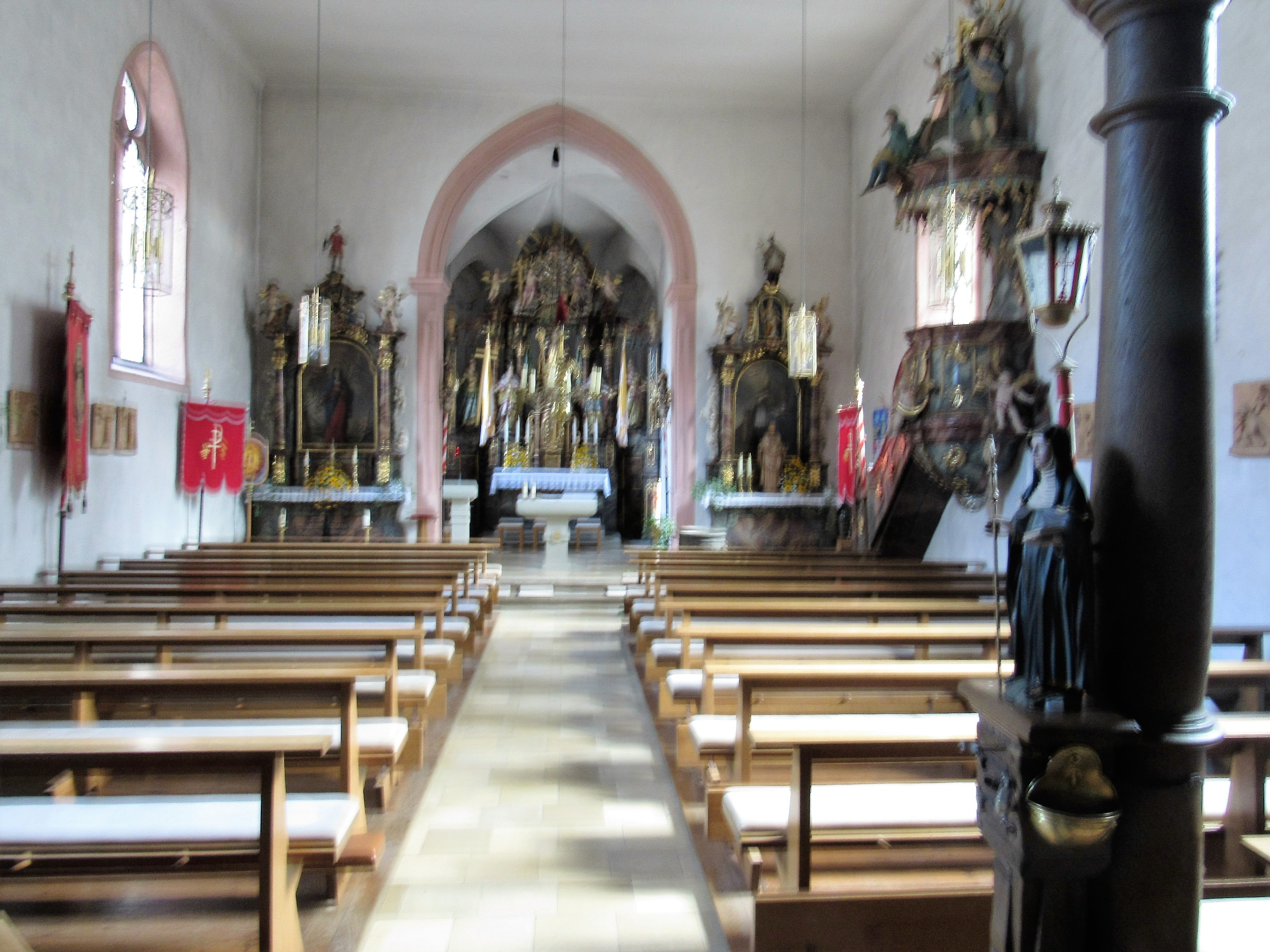
Innenraum der Kirche

Die römisch-katholische Kirche St. Ottilia befindet sich in Ginolfs, einem Gemeindeteil des Marktes Oberelsbach  in Unterfranken. Die Kirche ist der Heiligen Odilia geweiht.
Die Kirche gehört zu den Baudenkmälern von Oberelsbach und ist unter der Nummer D-6-73-149-16 in der Bayerischen Denkmalliste registriert.

## Geschichte
Die Kirche entstand im Jahr 1602 oder gemäß einer abweichenden Datierung im Jahr 1605, in jedem Fall aber unter dem Würzburger Fürstbischof Julius Echter von Mespelbrunn.

## Beschreibung und Ausstattung
Das Langhaus geht in den östlichen Chor mit Dreiachtelschluss über. Es ist mit zwei Fensterachsen ausgestattet. Über dem fensterlosen Chor erhebt sich der Dachreiter. Die beiden Seitenaltäre entstanden um 1700; ihre Altarbilder zeigen die heilige Maria und den heiligen Josef. Das Taufbecken entstand ebenfalls um 1700. Der Hochaltar mit einem Bild der Heiligen Ottilia sowie vier weiblichen Heiligen wurde um das Jahr 1740 oder nach einer anderen Meinung um das Jahr 1750 geschaffen. Ebenfalls um 1750 entstand die Kanzel.
Das Geläut ist dreistimmig und klingt mit den Ganztonschritten zwischen c″, d″ und e″ sehr melodisch.